# 9087 Нефф
9087 Нефф (9087 Neff) — астероїд головного поясу, відкритий 29 вересня 1995 року.
Тіссеранів параметр щодо Юпітера — 3,580.
Названо на честь чеського письменника Владімір Нефф